# Heimatmuseum Reutlingen

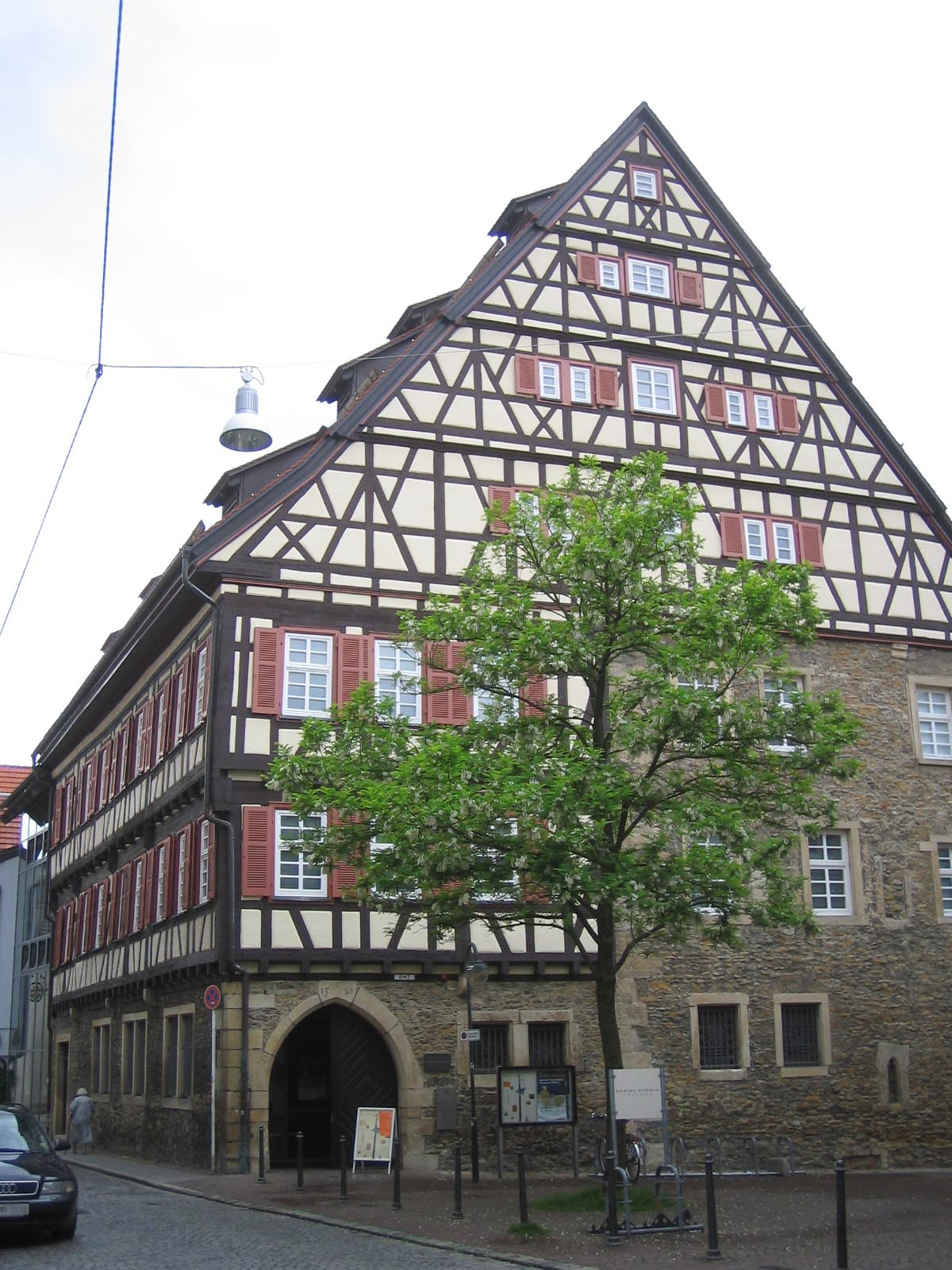
Vorderansicht von Nordosten mit Haupteingang des Heimatmuseums Reutlingen in der Oberamteistraße (2009)

Das Heimatmuseum Reutlingen ist – als Teil der Historischen Museen Reutlingen – ein Museum zur Stadtgeschichte der ehemaligen Freien Reichsstadt (bis 1802), danach württembergischen Oberamts- und in der Gegenwart baden-württembergischen Kreisstadt Reutlingen. Das Heimatmuseum wurde 1890 von einem Verein für Kunst und Altertum gegründet (der wenig später im 1889 entstandenen und bis in die Gegenwart bestehenden Reutlinger Geschichtsverein aufging). Seine Sammlung war zunächst in wechselnden Räumlichkeiten untergebracht, bevor sie ab 1939 im ehemaligen Königsbronner Hof ihren bis heute aktuellen Standort fand. Im seit 1996 ausgebauten und neu konzipierten Museum werden neben der dauerhaft präsenten Sammlung von Exponaten zur Ereignis-, Sozial- und Kulturgeschichte auch Sonderausstellungen zu spezifischen Einzelthemen der historischen Entwicklung Reutlingens und seiner Umgebungsregion gezeigt.
Als Historische Museen Reutlingen mit dem Schwerpunkt auf Stadtgeschichte sind das Heimatmuseum, das Industriemagazin, das Museum 'Im Dorf' im Stadtteil Betzingen und das Samenhandelsmuseum im Stadtteil Gönningen Teil des Reutlinger Kulturamts.

## Gebäude

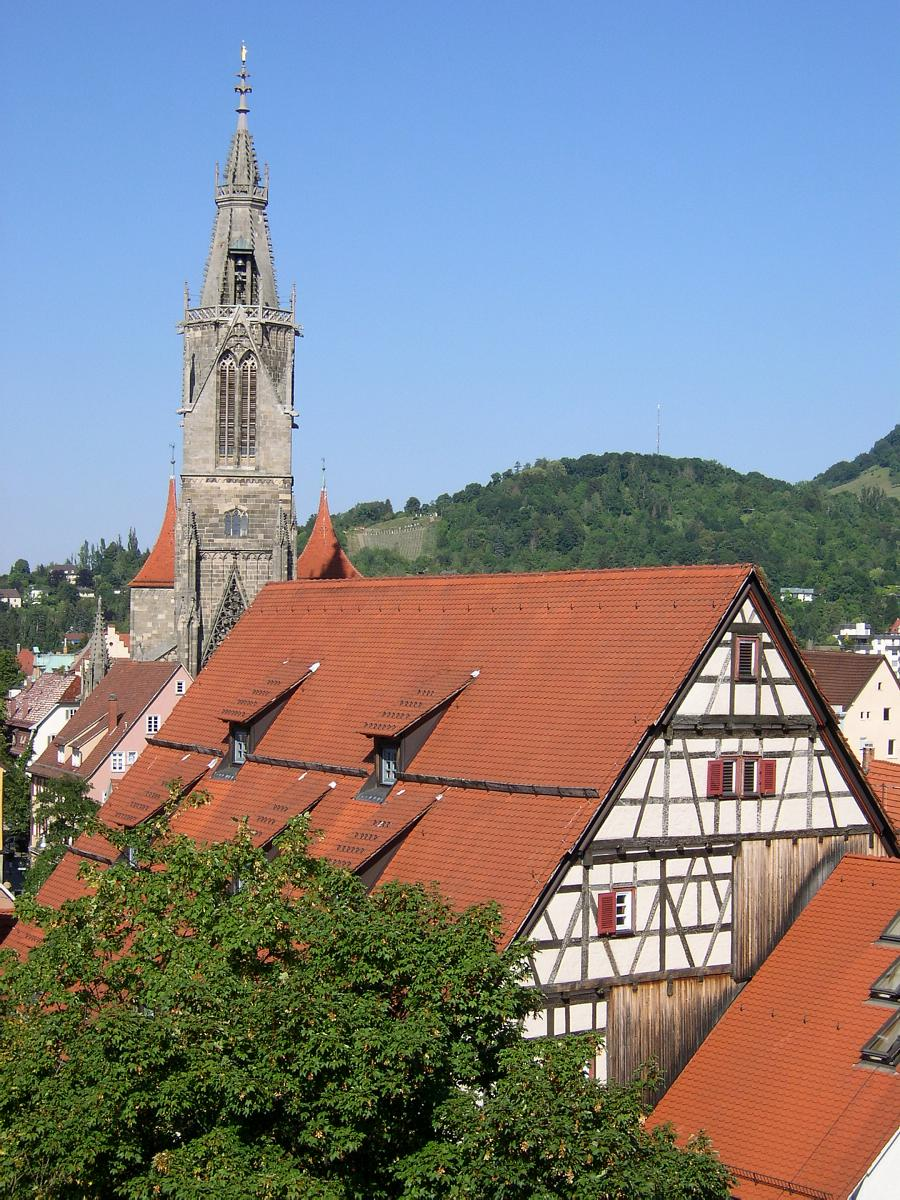
Das Heimatmuseum eingebettet im Altstadtkern Reutlingens: Blick vom Spendhaus in nordöstlicher Richtung über den Dachgeschossteil des Heimatmuseums zum Turm der Marienkirche (2004)

Das Heimatmuseum ist im Königsbronner Hof, einem restaurierten Fachwerkhaus in der Reutlinger Altstadt, eingerichtet. Das unter Denkmalschutz stehende Gebäude ist eines der ältesten noch bestehenden Bauwerke der Stadt. Es wurde im Jahr 1278 als steinernes Haus erbaut und 1537 mit einem Fachwerk-Ausbau erweitert. Bis zum Ende der frühen Neuzeit war es als Zehnt- und Pfleghof des lange Zeit reichsunmittelbaren Zisterzienserklosters Königsbronn, danach als Oberamtshaus (vergleichbar einem heutigen Landratsamt) genutzt worden.

## Geschichte der Sammlung
Im Jahr 1889 wurde die erste Sammlung städtischer Altertümer in Reutlingen während einer Tagung des Sülchgauer Altertumsvereins der Öffentlichkeit vorgestellt. Mit dieser Präsentation von alten Dingen war das Fundament des gegenwärtigen Museumsbestandes gelegt. Im Lauf der Jahrzehnte kamen zur ursprünglichen Sammlung weitere kulturhistorisch relevante Ergänzungen dazu – ein Umstand, der mit der Zeit die Frage nach einem geeigneten Aufbewahrungs- und Präsentationsort aufwarf. Zeitweilig war die Sammlung in der Realschule untergebracht, bis sie über einen längeren Zeitraum im Spendhaus (heute das städtische Kunstmuseum) ausgestellt werden konnte. Der Lehrer Gustav Haag begann 1909, die Reutlinger Altertumssammlung zu systematisieren und auszubauen.
In den 1920er Jahren wurde – wesentlich getragen vom Reutlinger Geschichtsverein – das Bedürfnis der städtischen Öffentlichkeit nach einem eigenständigen Heimatmuseumsgebäude für die immer umfangreicher werdende Sammlung zu einem kommunalpolitischen Thema. Diesem Wunsch wurde 1936 mit dem Beschluss der Stadtverwaltung, den vormaligen Königsbronner Hof als Museum einzurichten, Rechnung getragen. Die feierliche Eröffnung des Heimatmuseums erfolgte schließlich Im Juli 1939. Bedingt durch den im selben Jahr beginnenden Zweiten Weltkrieg wurde das Museum jedoch wenige Jahre später wieder geschlossen, und erst 1949, vier Jahre nach dem Krieg, als Reutlingen unter französischer Besatzung stand, neu eröffnet. 1960 übernahm Karl Keim die Stelle des Kurators für das Museum. Er wurde 1986 abgelöst von Werner Ströbele, unter dessen Leitung das Museum ab 1989 nach museumspädagogischen Richtlinien neu konzipiert, umgestaltet und renoviert wurde. Seit 1996 ist es mit einer entsprechend moderneren Struktur wieder geöffnet. Seit 2021 wird das Museum von Christian Rilling geleitet.

## Inhaltliche Aufteilung der Dauerausstellung

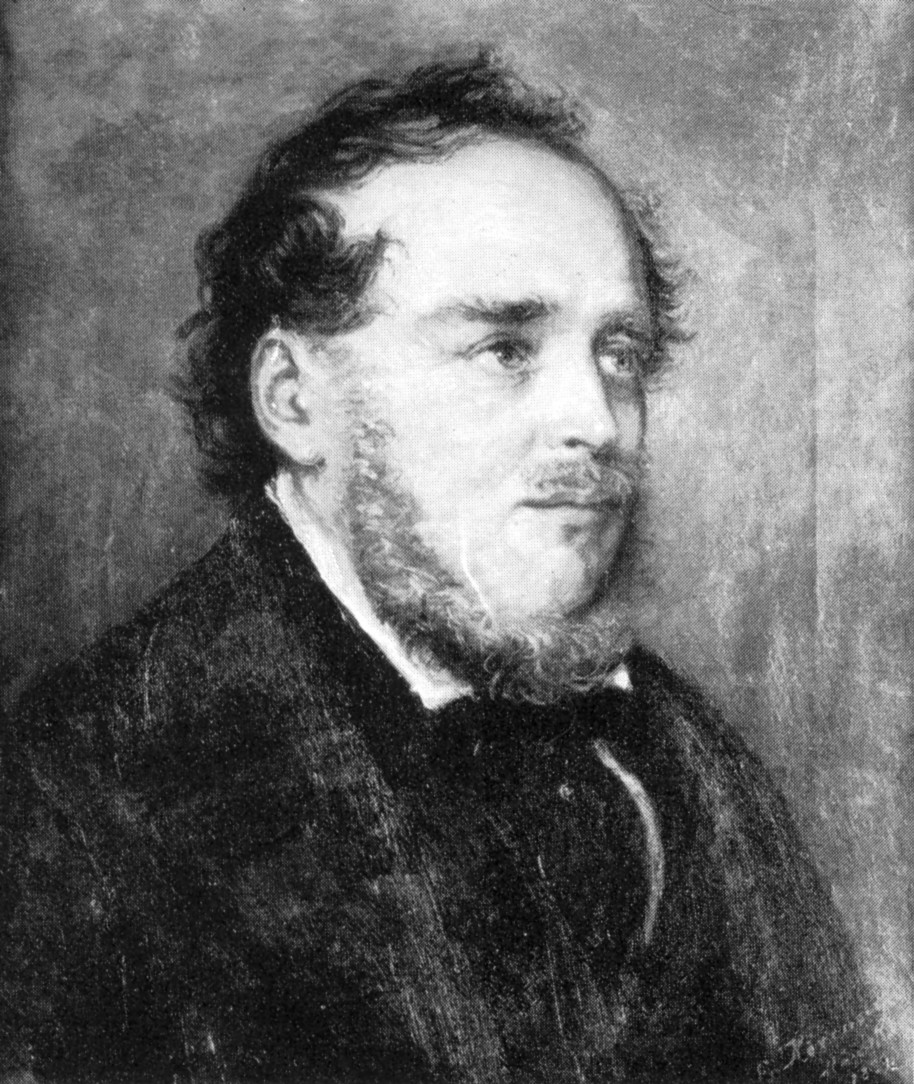
Friedrich List. Ölgemälde von Lists Tochter Caroline Hövemeyer nach der Lithografie Kriehubers, einer Büste und ihrer Erinnerung, 1889, ausgestellt im Heimatmuseum Reutlingen

Im heutigen Heimatmuseum wird die Reutlinger Stadtgeschichte mit Original-Exponaten seit dem Spätmittelalter in sechs thematisch getrennten Bereichen dargestellt.
- Der Rundgang beginnt im Erdgeschoss mit einer Ausstellung zur mittelalterlichen Geschichte der Stadt unter besonderem Augenmerk auf die Kirchengeschichte bis zur Reformationszeit, in der die Reutlinger Marienkirche die Hauptwirkungsstätte des schwäbischen Reformators Matthäus Alber war.
- Im ersten Obergeschoss wird die Geschichte der Reichsstadt vom 16. bis zum 18. Jahrhundert dargestellt. Dabei wird die Bedeutung und Entwicklung der zwölf Reutlinger Handwerkszünfte und des jährlichen Schwörtags herausgestellt.
- Im zweiten Obergeschoss befindet sich eine literarische Abteilung, in der neben der Volksbildungswelle im 19. Jahrhundert vor allem auf den weltberühmt gewordenen Reutlinger Wirtschaftstheoretiker und Eisenbahnpionier Friedrich List, sowie auf Leben und Werk des Schriftstellers Hermann Kurz und seiner Tochter Isolde besonders eingegangen wird.
- Das Dachgeschoss des Heimatmuseums steht unter dem Motto „19. Jahrhundert – Aufbruch in die Moderne“. Hier soll dem Besucher anhand eines großformatigen Rundbildes, zusammengestellt aus historischen Stadt- und Straßenfotografien, ausgeschmückt mit realen Alltagsgegenständen aus der Zeit ein dreidimensionaler Eindruck des Stadtlebens im ausgehenden 19. Jahrhundert vermittelt werden.
- Im Untergeschoss, in dem während des Zweiten Weltkriegs ein städtischer Luftschutzkeller eingerichtet war, werden die Entwicklung und die Folgen der totalitären Diktatur des Nationalsozialismus in Reutlingen aufbereitet. Darin sind viele Exponate aus der 1995 im Reutlinger Spitalhof präsentierten Sonderausstellung Reutlingen 1930–1950. Nationalsozialismus und Nachkriegszeit integriert – eine Ausstellung, die aufgrund der umfassenden Aufarbeitung der kommunalen Geschichte des Nationalsozialismus auch überregional für Aufmerksamkeit sorgte, und die in einem umfangreichen Katalog mit erläuternden Themenkapiteln in Buchform dokumentiert ist.[2]
- Der ummauerte Garten des Heimatmuseums ist für die Öffentlichkeit tagsüber frei zugänglich. Diese Außenanlage verbindet einen kleinen Park mit einem Lapidarium, bestehend aus verschiedenen Skulpturen, Baufragmenten, historischen Grabmälern und anderen steinernen Zeugnissen der Stadtgeschichte aus sieben Jahrhunderten.

## Sonderausstellungen und Veranstaltungsreihen
Neben der genannten Dauerausstellung werden im Heimatmuseum Reutlingen seit der Wiedereröffnung nach der Renovierung 1996 in regelmäßigen Abständen zeitlich begrenzte Sonderausstellungen zu spezifischen Themen vor allem der regionalen Kultur- und Sozialgeschichte, aber teilweise auch zu Nischenthemen von überregionaler Bedeutung oder Gastausstellungen wie beispielsweise zur historischen Aspekten der Reutlinger Partnerstädte präsentiert. Das Themenspektrum ist dabei sehr breit gefächert. So reicht die Palette der Sonderausstellungen von der „Rolle Reutlingens während der deutschen Revolution von 1848/49“ über „Weinbau und Weingärtnerkultur in Reutlingen“ bis hin zur „Kulturgeschichte der Unterhose“. Eine der ersten Sonderausstellungen, die auch überregionale Aufmerksamkeit hervorrief, war 1997/98 die Ausstellung „Reise nach Reutlingen 1862“ mit Stereoskop-Fotografien des norwegischen Landschaftsfotografen Knud Knudsen. Dieser hatte während einer Weiterbildung am pomologischen Institut vor Ort im Jahr 1862 die ersten städtischen Panoramen und Straßenszenen der Stadt fotografiert.

## Weitere Einrichtungen der Historischen Museen Reutlingen

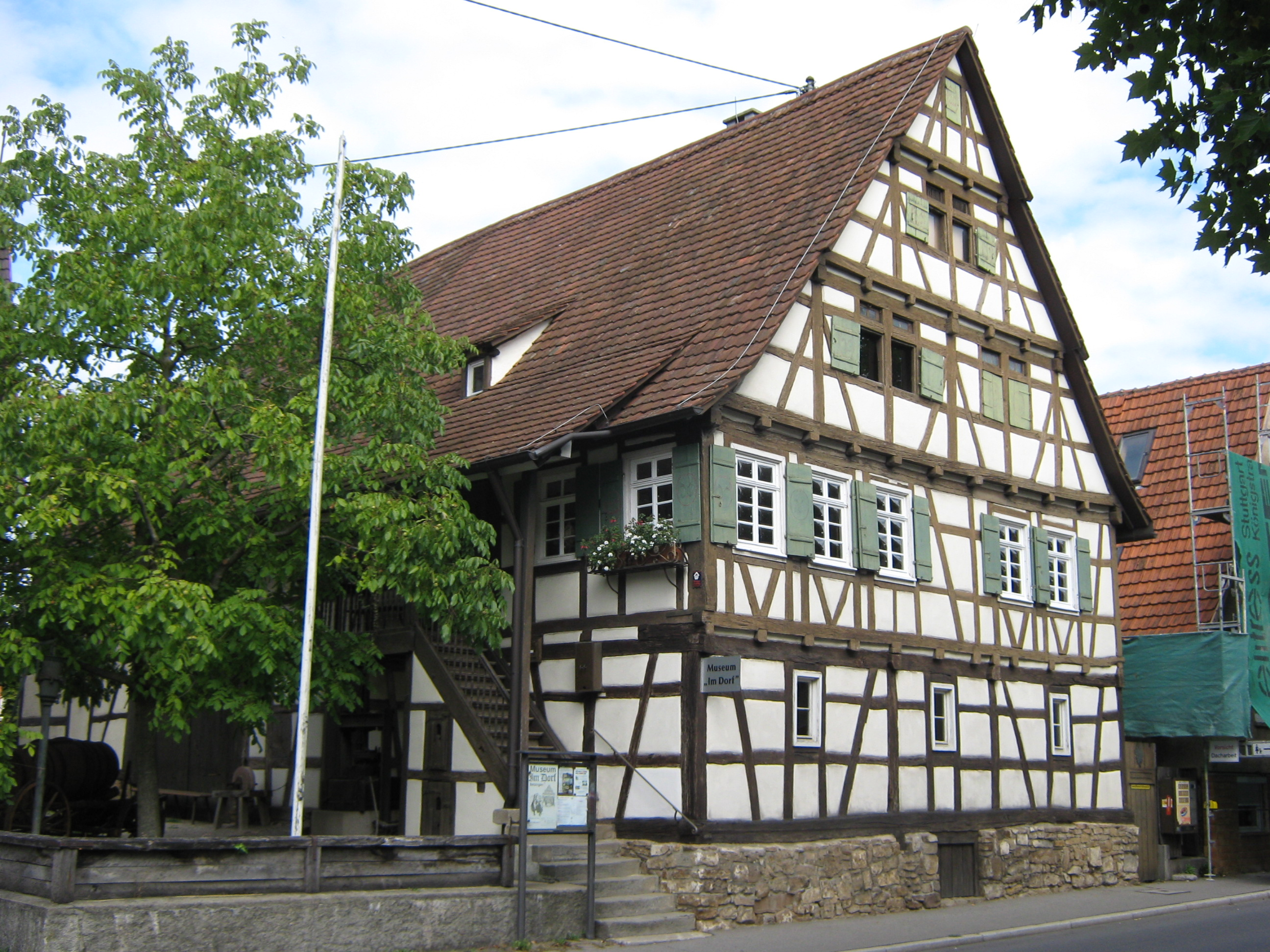
Das Museum 'Im Dorf' in Reutlingen-Betzingen (2011)

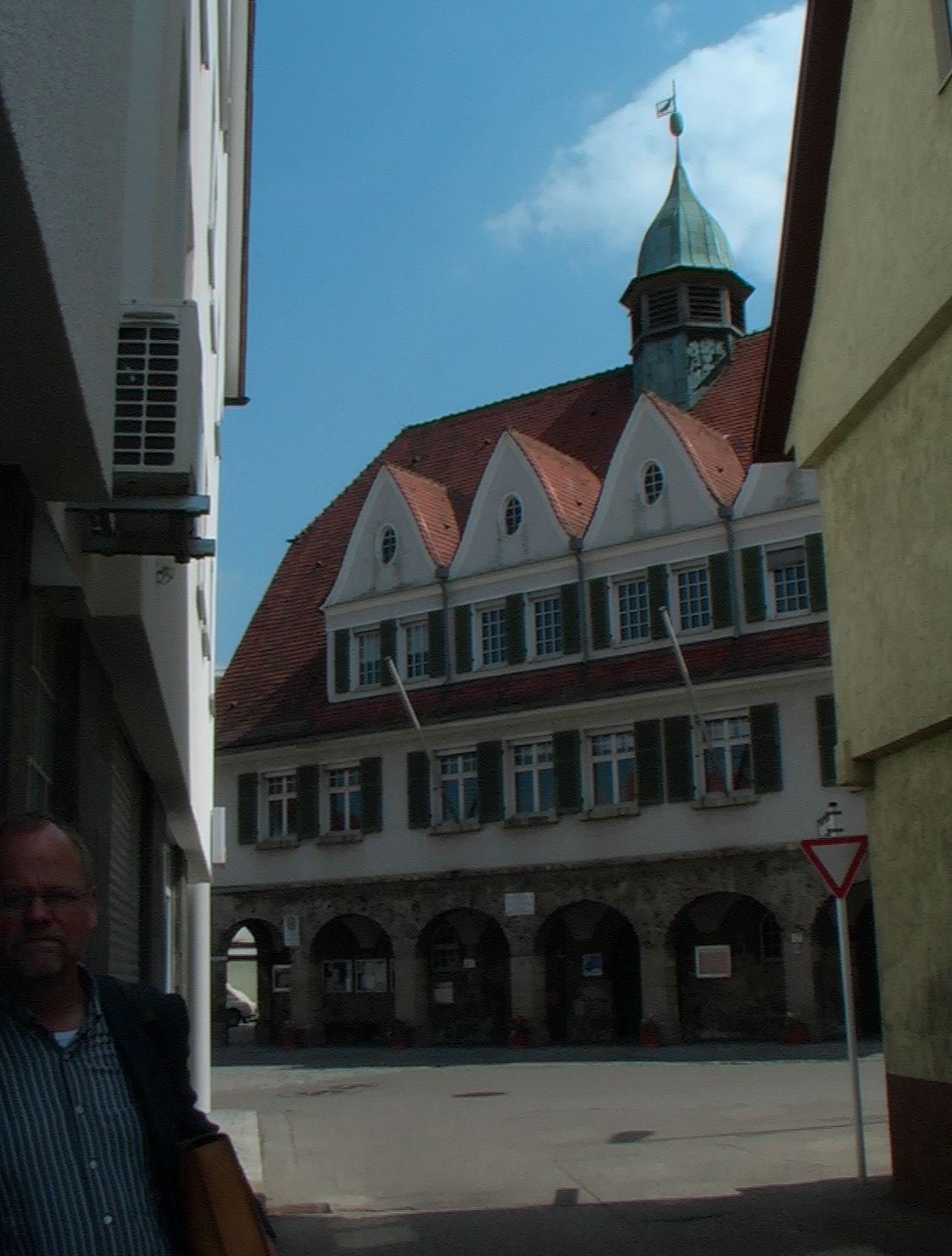
Das Rathaus im Stadtteil Gönningen, in dem auch das Samenhandelsmuseum untergebracht ist (2011)

Neben dem Heimatmuseum Reutlingen gehören drei weitere Einrichtungen den Historischen Museen Reutlingen an. Sie präsentieren sowohl eigene Sammlungen zur jeweiligen, teils von Reutlingen unabhängigen, Orts- bzw. Stadtteilgeschichte, wie auch einen Teil der Bestände des Heimatmuseums. Im Folgenden sind das:

### Industriemagazin Reutlingen
Das Reutlinger Industriemagazin, untergebracht in den alten Montagehallen der ehemaligen Firma Wandel in der Eberhardstraße, Reutlingen-Mitte, enthält Bestände zur Industriegeschichte der Stadt, insbesondere historische Maschinen und Werkstücke der Reutlinger Maschinenbau- und Textilindustrie, die die Industrialisierung der Stadt, und damit auch ihren sozialen Wandel seit etwa Mitte des 19. Jahrhunderts geprägt hatten. Der Förderverein Reutlinger Industriemuseum e. V. setzt sich seit den 1990er Jahren für den Ausbau des Industriemagazins zu einem eigenständigen Reutlinger Industrie- und Wirtschaftsmuseums ein. Auf der Grundlage eines überarbeiteten Konzepts fand zwischen 2019 und 2020 ein Architektenwettbewerb der Stadtverwaltung statt, bei dem mehrere Möglichkeiten für einen repräsentative Umsetzung präsentiert wurden. Die Planung wurde wegen der finanziellen Situation aufgrund der Corona-Pandemie noch im selben Jahr vom Gemeinderat auf unbestimmte Zeit ausgesetzt.

Industriemagazin
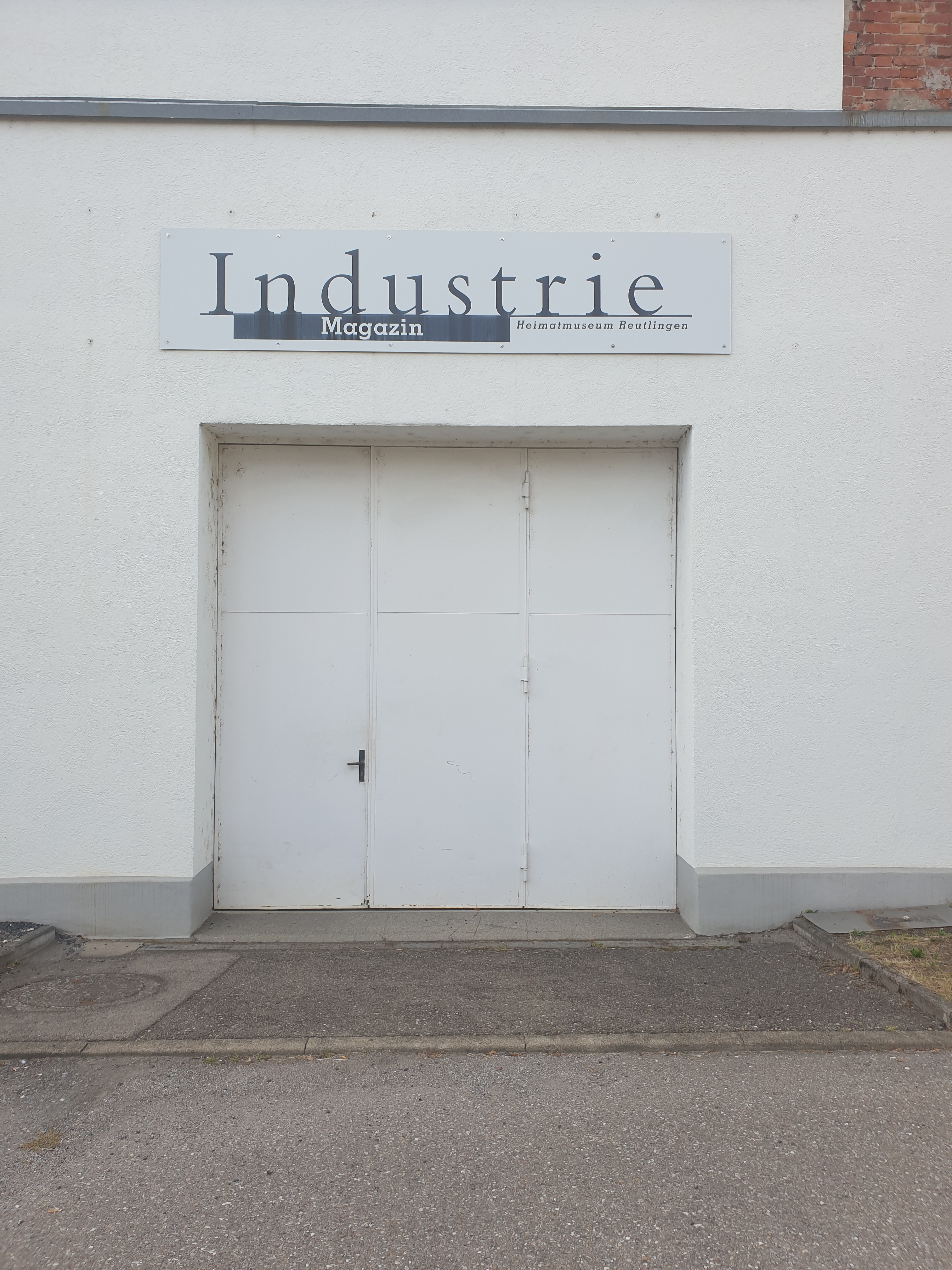
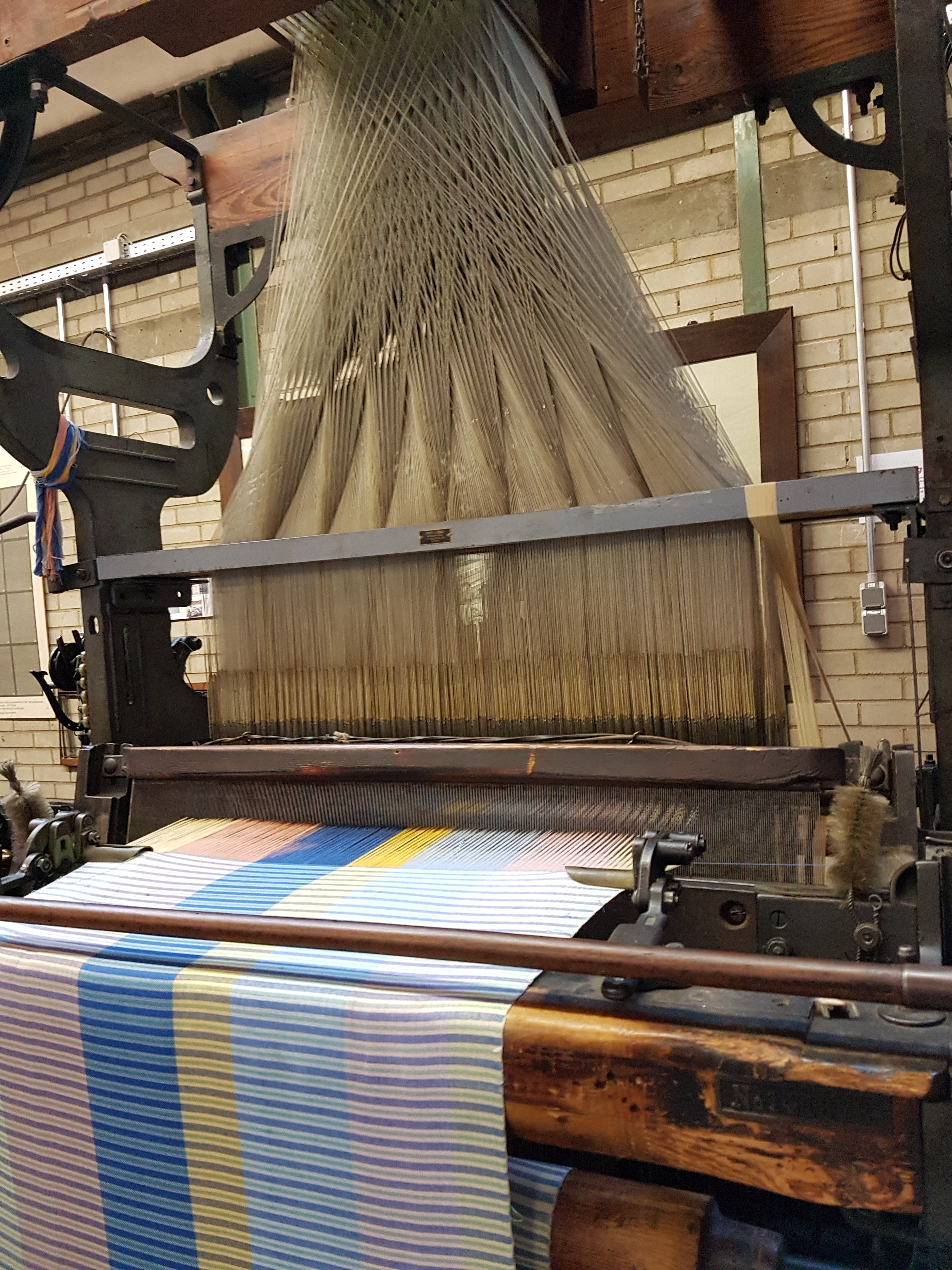
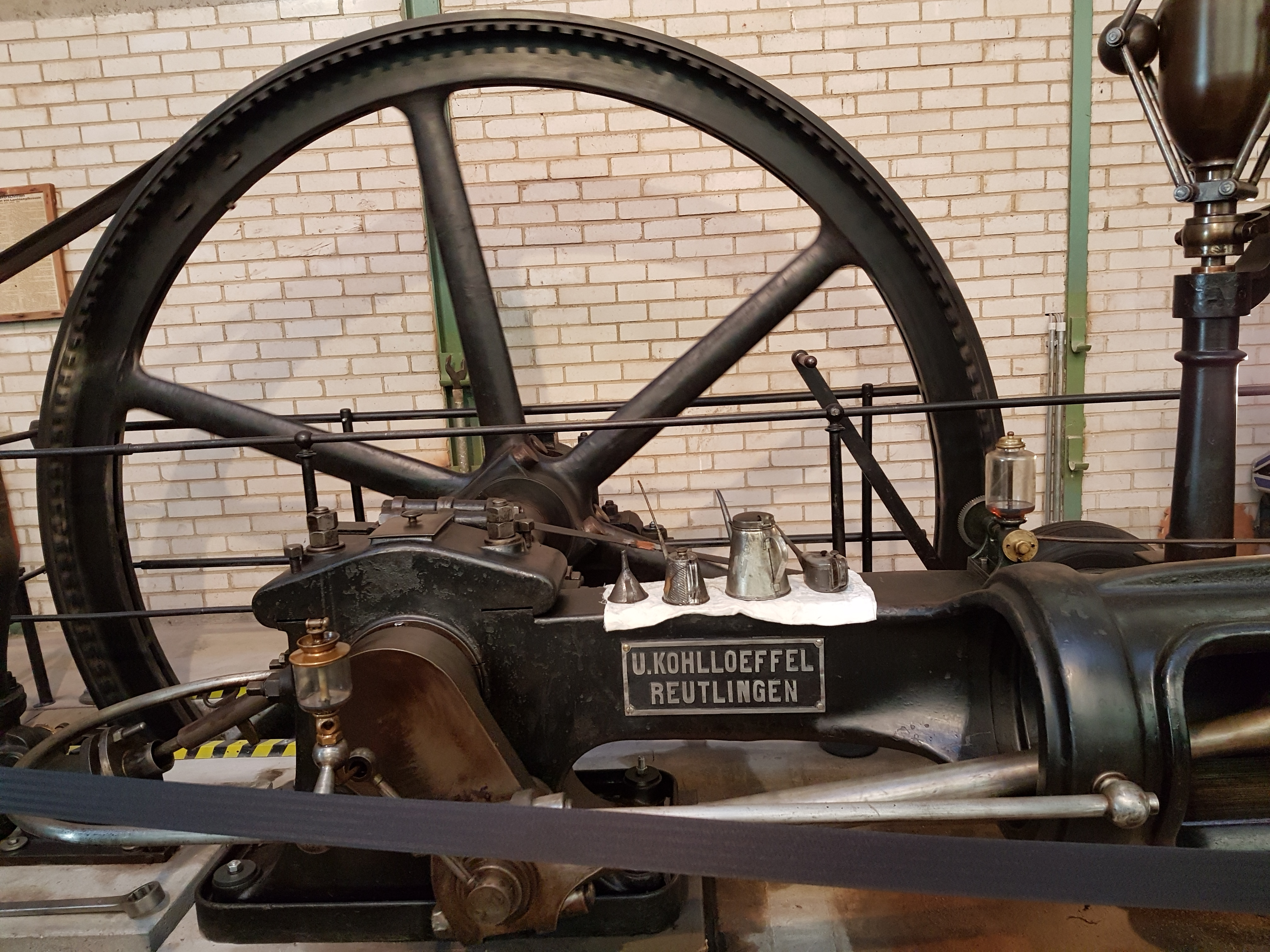
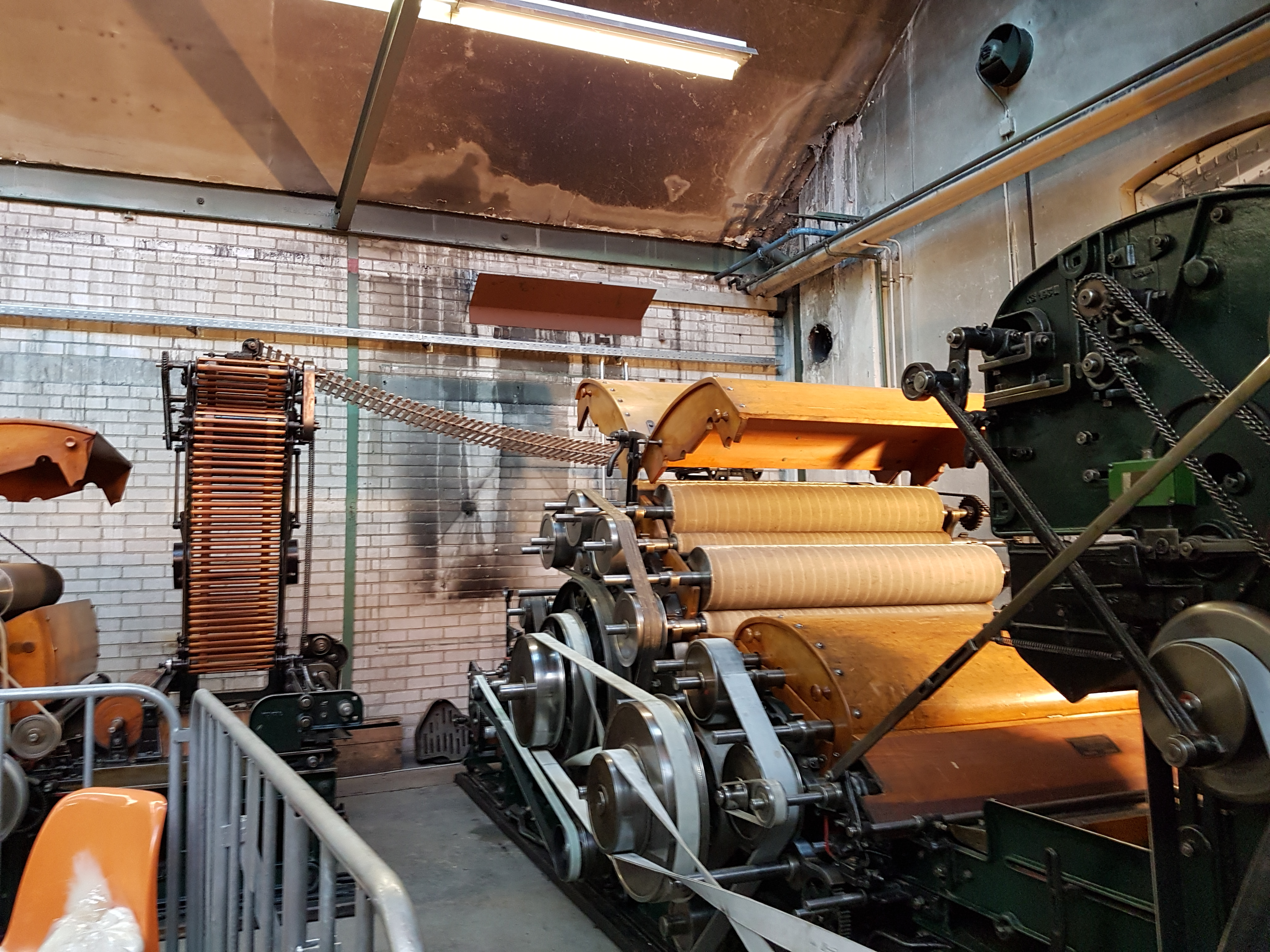
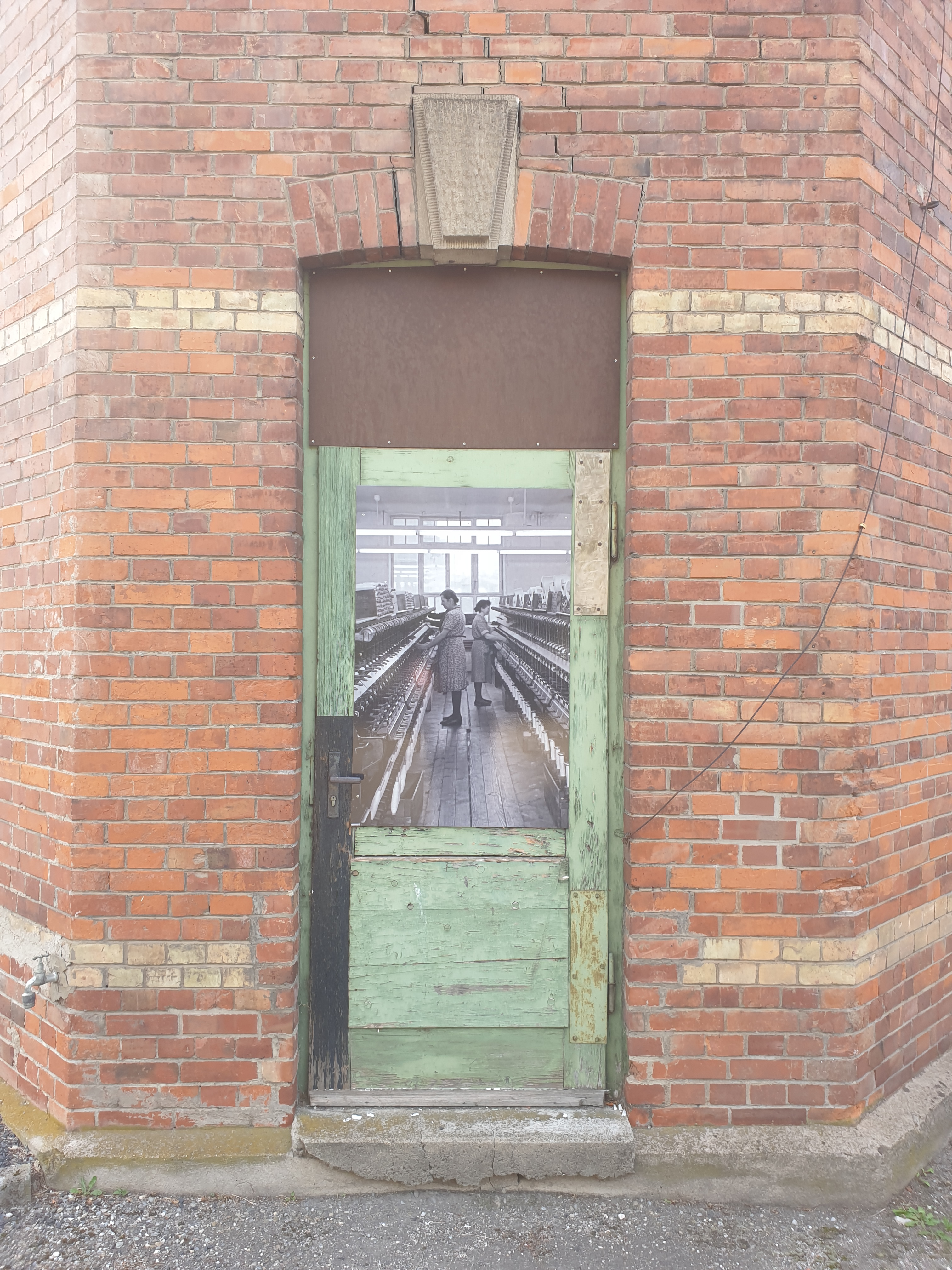

### Museum'Im Dorf'Betzingen
Das Museum 'Im Dorf' im Stadtteil Betzingen ist untergebracht in einem ehemaligen landwirtschaftlichen Gehöft der Gemeinde, die als dörflich geprägter Vorort Reutlingens bis 1802 zum Gebiet der damaligen freien Reichsstadt gehörte. Nach der Eingliederung Reutlingens in Württemberg war Betzingen ein Jahrhundert lang selbständige Gemeinde, bevor sie 1907 endgültig nach Reutlingen eingemeindet wurde. Die Ausstellung des Museums 'Im Dorf' dokumentiert im Wesentlichen den Umbruch von der stark ländlich geprägten Tradition des Dorfes zum industrialisierten Vorort Reutlingens im 19. Jahrhundert, sowie die überregional bekannte Betzinger Künstlerkolonie.

### Samenhandelsmuseum Gönningen
Im 1971 nach Reutlingen eingemeindeten Stadtteil Gönningen, gelegen rund zehn Kilometer südwestlich der Kernstadt, befindet sich im Rathausgebäude das Samenhandelsmuseum, das die Jahrhunderte alte Handelstradition des Dorfes aufbereitet und mit verschiedenen Exponaten, zusammengestellt in der Nachbildung einer historischen Samenhändlerpackstube, die Geschichte und Bedeutung des europaweit betriebenen Handels mit Saatgut vor Ort aufbereitet und darstellt.

## Literatur

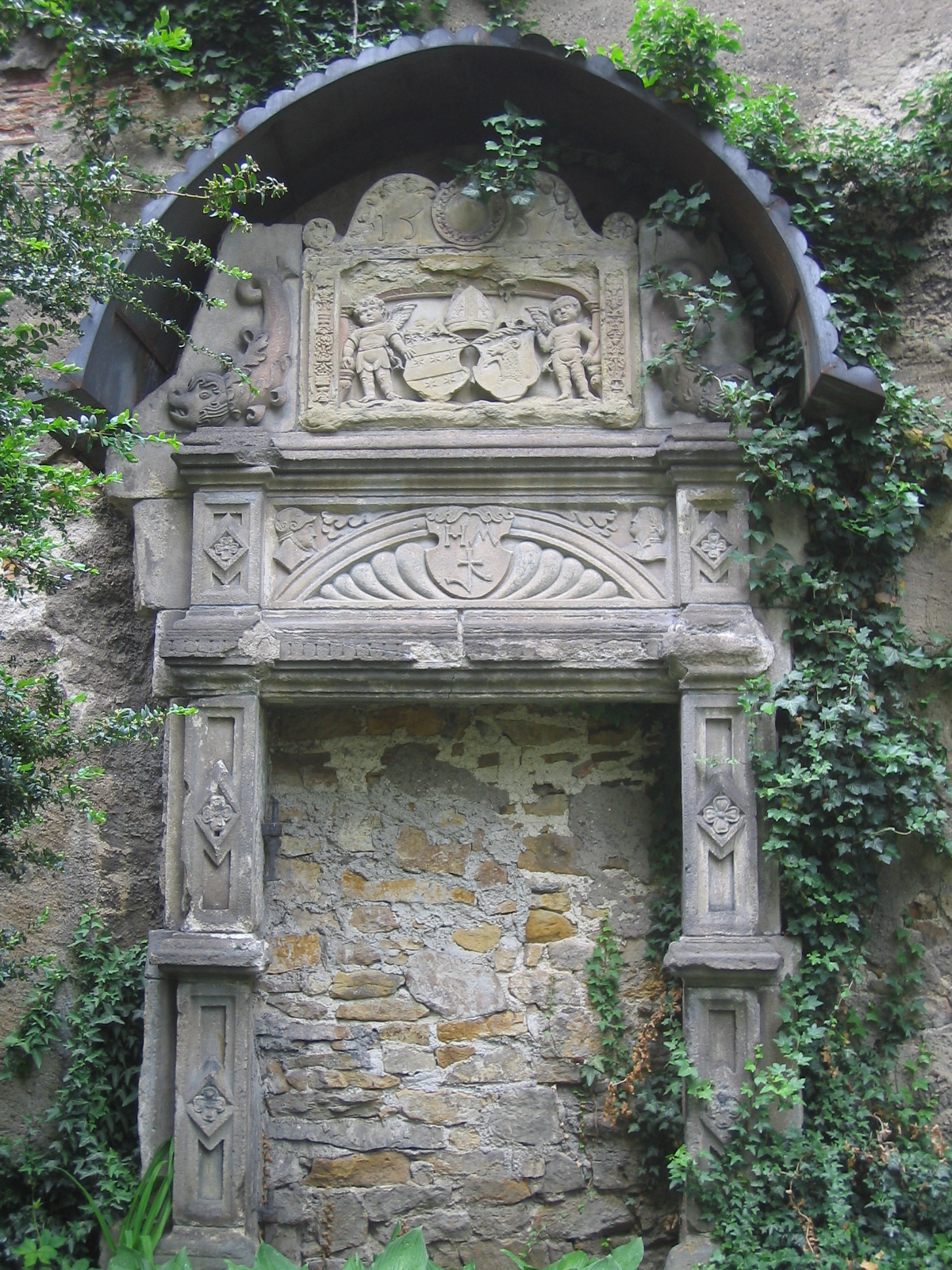
Das ehemalige Portal des Zwiefalter Hofs in Reutlingen; ausgestellt im Garten des Heimatmuseums (2009)

## Belege
1. ↑  Stadt Reutlingen Heimatmuseum und Stadtarchiv (Hrsg.): Friedrich List und seine Zeit: Nationalökonom, Eisenbahnpionier, Politiker, Publizist, 1789–1846: Katalog und Ausstellung zum 200. Geburtstag unter der Schirmherrschaft des Ministerpräsidenten Dr.h.c. Lothar Späth Reutlingen 1989, ISBN 3-927228-19-2, S. 238.
2. ↑  Stadtverwaltung Reutlingen/Schul-, Kultur- und Sportamt/Heimatmuseum und Stadtarchiv (Hrsg.): „Reutlingen 1930–1950. Nationalsozialismus und Nachkriegszeit“; Katalog und Buch mit Hintergrundbeschreibungen zur gleichnamigen Ausstellung von 1995, ISBN 3-927228-61-3.
3. ↑  Freiheit oder Tod – Die Reutlinger Pfingstversammlung und die Revolution von 1848/49; Sonderausstellung des Heimatmuseums in Zusammenarbeit mit dem Haus der Geschichte Baden-Württemberg zur 150-Jahr-Feier der Revolution vom 20. September 1998 bis zum 24. Januar 1999.
4. ↑  ... alle Jahre gibts nicht Wein – Weinbau und Weingärtnerkultur in Reutlingen, Sonderausstellung des Reutlinger Heimatmuseums vom 2. September 2001 bis zum 4. November 2001.
5. ↑  „Beinkleider sind rathsam“. Kleine Geschichte der Unterhose, Sonderausstellung des Reutlinger Heimatmuseums vom 22. Juli 2007 bis zum 23. September 2007.
6. ↑  „Reise nach Reutlingen 1862 – Steroskopbilder des norwegischen Fotografen Knud Knudsen“; Sonderausstellung des Reutlinger Heimatmuseums vom 13. Dezember 1997 bis 3. August 1998.
7. ↑  Wettbewerbe-aktuell: Ergebnis: Entwicklung POSTAREAL mit INDUSTRIEMUSEUM, Reutlingen. Abgerufen am 12. Oktober 2022.

Koordinaten: 48° 29′ 25″ N, 9° 12′ 42″ O